# 直昇機平台登陸艦

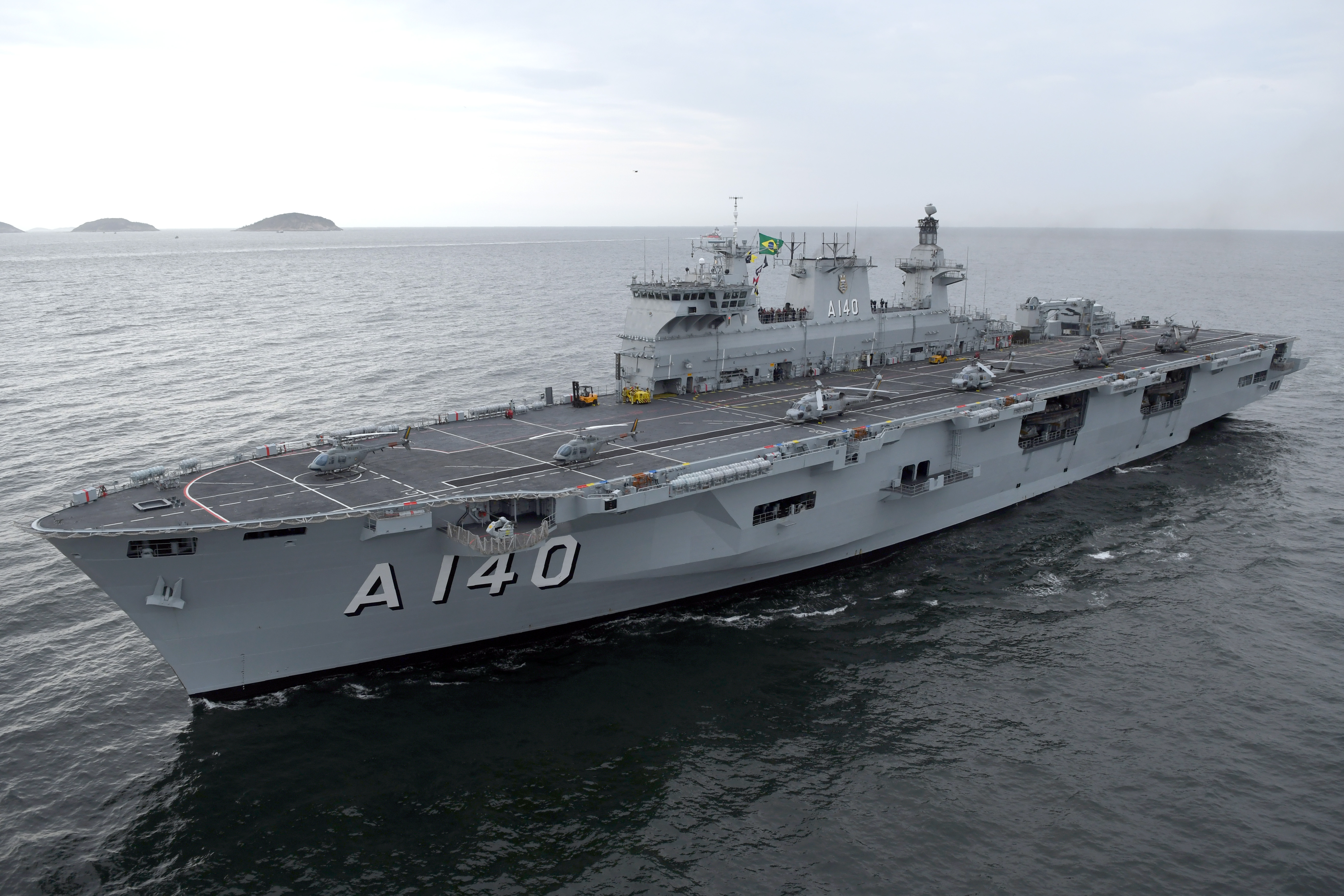
大西洋號兩棲突擊艦

直升機起降平台艦又稱直升机登陆平台艦（LPH）是一些海军用来表示一种两栖战舰的术语，主要用作直升机和其他垂直起降飞机的发射和回收平台。因此，它们被认为是直升机航母的一种。
根據關於報告船隻的北約標準化協議（STANAG）文件，LPH是“兩棲攻擊艦、直升機”的簡稱，定義為“大型直升機航母”，可使用自己的飛機運載和部署約1,800名突擊部隊，但登陸艇的使用“不是主要功能”。對於英國皇家海軍中這種船體分類的船舶，LPH是“直升機登陸平台”的直接縮寫，而美國海軍則將該分類中的船舶稱為“登陸艦、人員、直升機”，2006年之後稱為“兩棲攻擊艦”。詞源是L代表兩棲，P代表運輸，H代表直升機。無論術語如何，所有被歸類為LPH 的船舶都具有基本相似的功能。
英國皇家海軍還使用了“突擊航母”一詞，該術語適用於改裝為僅由直升機執行任務的航空母艦。在2018年將該船出售給巴西海軍之前，皇家海軍將海洋號作為LPH運營。繼英國政府決定於2010年底退役鹞式战斗机後，前輕型艦隊航母“光輝號”也充當了突擊航母，直至2014年退役。
LPH分類被美國海軍用於硫磺島級兩棲攻擊艦、一艘改裝的卡薩布蘭卡級護航航空母艦和三艘改裝的埃塞克斯級航空母艦。目前，美國海軍還沒有此類艦艇現役，而是被根據北約命名慣例分類為直升機登陸艦或直升機登陸攻擊艦的多用途艦艇所取代。

## 船舶分类为 LPH

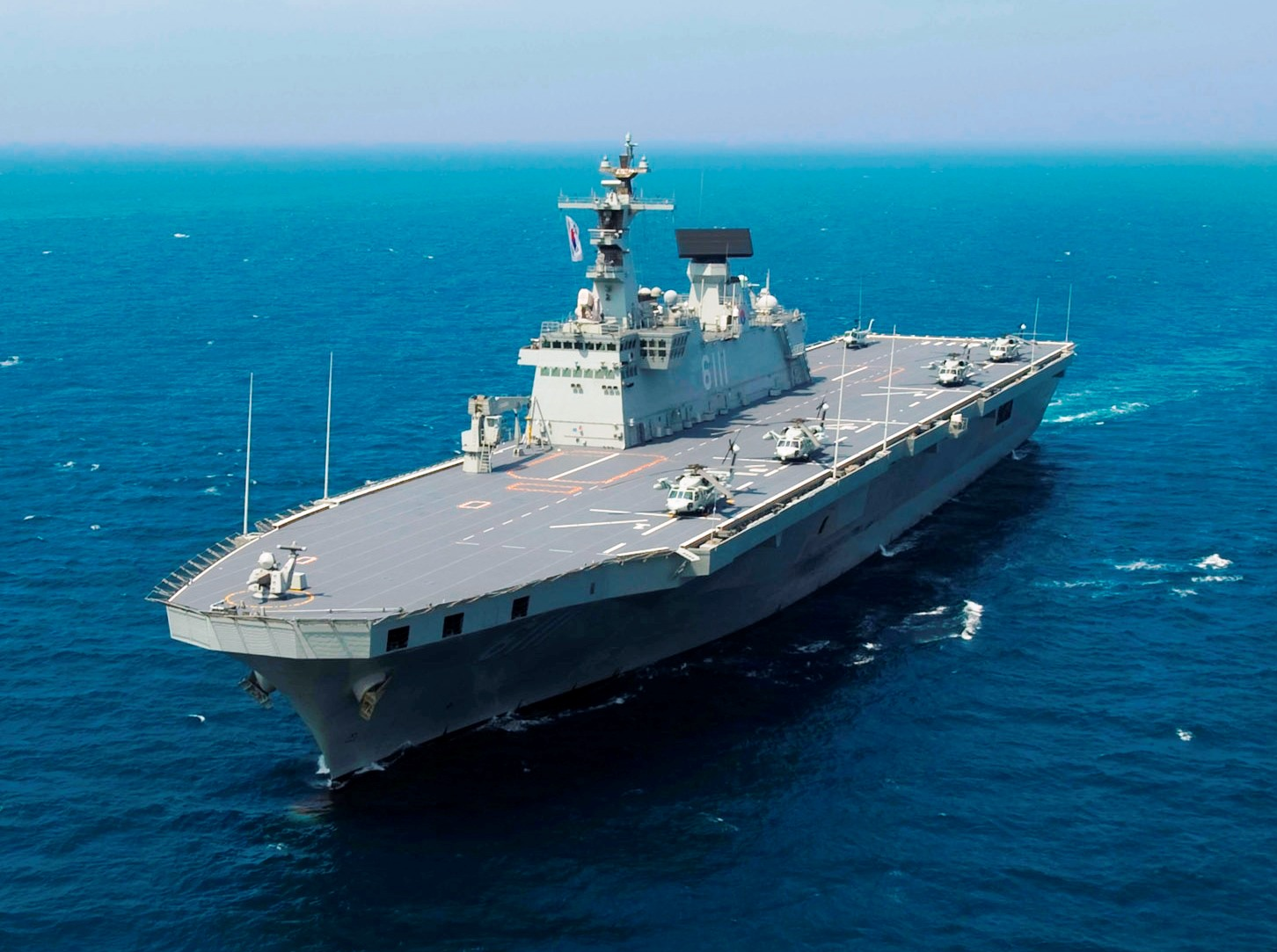
獨島號兩棲攻擊艦，目前是韩国LPH。

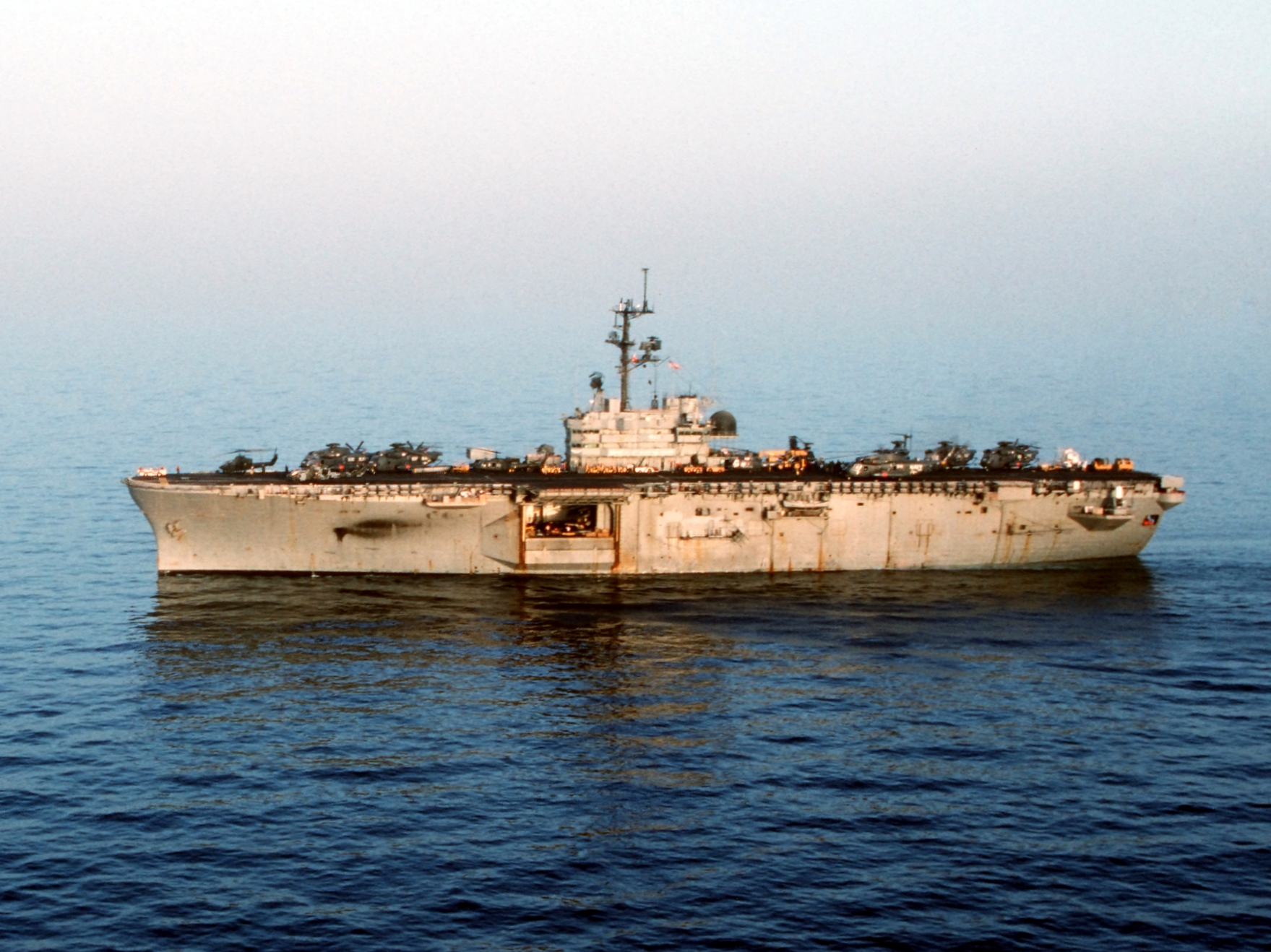
沖繩號直昇機平臺登陸艦，前美国LPH。自从最后一艘船于 2002 年退役以来，美国不再使用 LPH 船。

### 巴西海軍
- 大西洋級
  - 大西洋號兩棲突擊艦（原為英國皇家海軍的海洋號兩棲攻擊艦）

### 韓國海軍
- 獨島級兩棲攻擊艦
  - 獨島號兩棲攻擊艦
  - 馬羅島號兩棲攻擊艦

### 英國皇家海軍
皇家海军“突擊航母”和“兩棲直升機航母”
- 海洋號－僅限1956年，蘇伊士危機時為巨像級航空母艦進行緊急最小改裝－分解
- 忒修斯號－僅限1956年，蘇伊士危機時為巨像級進行緊急最小改裝。置於儲備狀態直至1962年解散
- 阿爾比恩號－1962–1972，改裝的半人馬級航空母艦－於1961年至1962年改裝為突擊航母。1972年退役並報廢。
- 堡壘號－1960–1980，改裝的半人馬級。1979年改裝為反潛航母。一直服役到無敵號服役。由於損壞不斷，該艦不適合在福克蘭戰爭中緊急使用，後來被解體。
- 競技神號－1973年至1976年，半人馬座級航空母艦改裝用於兩棲作戰，然後在1976年作為直升機反潛戰母艦，後來仍然作為配備海鹞战斗攻击机垂直起降輕型航母。在福克蘭戰爭期間，使用直升機用於反潛和部隊調動，後被出售給印度海軍，改名為維拉特號。
- 海洋號[1] – 1998年至2018年，基於無敵級垂直起降航母船體設計建造了突擊航母。於2018年3月退役，後出售給巴西，並更名為大西洋號兩棲突擊艦。[2][3]
- 光輝號 - 2011年至2014年，無敵級航空母艦裝備並重新用作突擊航空母艦，同時海洋號正在改裝。[4] 2014年退役並在土耳其進行報廢。

### 美國海軍
- 布洛克島號航空母艦－啟航灣級－轉換為 LPH 已取消[5] -已報廢
- 硫磺島號航空母艦－硫磺島級－第一艘從龍骨開始設計和建造的兩棲攻擊艦－已報廢
- 沖繩號航空母艦－硫磺島級－做為靶船擊沉
- 拳師號航空母艦－改裝成直甲板的埃塞克斯級航空母艦－已報廢
- 普林斯頓號航空母艦－改裝成直甲板的埃塞克斯級航空母艦－已報廢
- 西蒂斯灣號航空母艦－改裝的卡薩布蘭卡級護航航空母艦－已報廢
- 瓜島號航空母艦－硫磺島級－做為靶船擊沉
- 福吉谷號航空母艦－改裝成直甲板的埃塞克斯級航空母艦－已報廢
- 關島號航空母艦－硫磺島級－做為靶船擊沉
- 的黎波里號航空母艦－硫磺島級－已報廢
- 新奧爾良號航空母艦－硫磺島級－在夏威夷歐胡島海岸做為靶船擊沉
- 仁川號航空母艦－硫磺島級－2004年12月5日，該船被從名單上剔除，並在弗吉尼亞州弗吉尼亞海灘以東沉沒。